# 船橋市立豊富小学校
船橋市立豊富小学校（ふなばししりつ とよとみしょうがっこう）は、千葉県船橋市豊富町にある公立小学校。日本の公立小学校では珍しくスクールバスがあり、自転車通学も認めている。

## 沿革
豊富小学校HP「沿革」に拠る。
- 1908年（明治41年）- 小学校令改正に伴い、又新尋常小学校・古和釜尋常小学校・小野田尋常小学校を豊富高等小学校に合併。
- 1947年（昭和22年）- 千葉郡豊富村豊富小学校と改称。
- 1954年（昭和29年）- 船橋市との合併により、船橋市立豊富小学校と改称。
- 1958年（昭和33年）- 校歌制定。
- 1959年（昭和34年）- 校章・校旗を制定。
- 1962年（昭和37年）- スクールバス運行開始。
- 1979年（昭和54年）- 新設校舎落成。